# Fermentação em estado sólido
Fermentação em estado sólido (também denominada pela sigla FES) é um processo de fermentação usado para a produção de metabólitos com origem em microrganismos. Este processo é executado sob um substrato de matriz sólida em condições de humidade que permitem o metabolismo celular mas não excedem a capacidade da matriz, ou seja, ocorre em condições de baixa humidade.

## História
Este processo de fermentação é muito mais antigo que o próprio homem, sendo por isso difícil identificar o momento na história em que esta técnica começou a ser utilizada. Apesar disso, podemos constatar a existência de vários alimentos que necessitam da utilização de processos de FES na sua criação, nomeadamente o molho de soja, desde 1000 a.C.
No ocidente, um dos grandes avanços relacionados à investigação do processo de fermentação em estado sólido está relacionada a uma tentativa de substituição do malte na indústria dos destilados no início do século XX. Apesar disso, a pesquisa relacionada a este processo abrandou durante a Segunda Guerra Mundial, já que o foco estava em desenvolver os processos de fermentação líquida para agilizar o fabrico de penicilina.
Desde essa altura, a investigação de processos de fermentação em substrato sólido voltou a ganhar mais força, mas hoje em dia, esse método ainda não é o método de fermentação mais comum utilizado por indústrias.

## Processos
Existem várias maneiras de efetuar FES, mas a forma mais frequentemente empregada é o processo de batelada. Nestes casos é adicionado o meio ao reator, seguido da inoculação e incubação do substrato. Depois de um determinado período de tempo, o produto pode ser extraído por suspensão usando água, solventes ou soluções tampão.

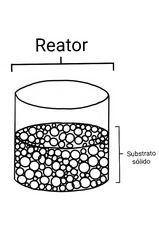
Esquema de um reator onde ocorre fermentação em estado sólido

Os processos em que é efetuada este tipo de fermentação variam de acordo com o substrato e o reator utilizados.

### Substratos
Existem vários tipos de substratos utilizados neste processo que atuam de diferentes maneiras. Na maioria das vezes, a pesquisa efetuada nesta área foca-se nos casos em que o substrato sólido possui os nutrientes necessários ao desenvolvimento dos organismos. Por outro lado, também a possibilidade de os nutrientes se encontrarem dissolvidos na água, sendo que os microrganismos, que se encontram agarrados à matriz sólida, absorvem a partir daí as substâncias necessárias para o seu desenvolvimento.
Existe uma grande variedade de substratos usados na fermentação em estado sólido, mas alguns dos mais comuns incluem bagaço de cana de açúcar, farelo de trigo ou espiga de milho. A maioria das vezes, os substratos usados neste processo são resíduos agrícolas.
A matriz sólida utilizada deve, preferencialmente, possuir certas características para aumentar a eficiência do processo, nomeadamente tamanho, porosidade e formato das partículas do substrato.
O substrato necessita também, muitas vezes, de ser preparado por uma variedade de processos que podem envolver, por exemplo, a correção do pH ou a correção da granulometria.

### Reatores
Os tipos de reator mais frequentemente utilizados são os reatores de vidro, já que o processo de fermentação em estado sólido é efetuado, na maioria das vezes, em laboratórios. Alguns dos materiais de laboratório usados nestes processos são balões de Erlenmeyer ou Garrafas de Cultura. Outros reatores que podem ser utilizados incluem bandejas, tanques circulares e até sacos de plástico.

## Usos
A fermentação em estado sólido possui várias utilidades e é utilizada de diversas maneiras e para diversos propósitos, sendo os mais notórios os seguintes:
- Produção de enzimas;
- Produção de antibióticos;
- Produção de ácidos orgânicos;

## Vantagens e Desvantagens
A fermentação em estado sólido é vista como uma alternativa a outros processos de fermentação, mas, assim como todos os outros, apresenta vantagens e desvantagens.

### Vantagens
A utilização de compostos agrícolas que, caso contrário seriam desperdiçados, como substrato no processo de fermentação em estado sólido torna-o uma alternativa mais ecológica quando comparada a outros processos de fermentação, conseguindo ser também mais económico  já que transforma materiais com pouco valor em substâncias com valor económico acrescido, como enzimas ou antibióticos.
Outra vantagem deste tipo de processo, é o maior rendimento, quando comparado à fermentação submersa. Este processo também permite um menor uso de água e um maior controlo dos valores de pH do reator.

### Desvantagens
Este processo apresenta problemas no que toca à dissipação do calor devido às características dos materiais sólidos do substrato. Esta dificuldade pode tornar-se mais ou menos significativa dependendo dos materiais utilizados no processo de fermentação ou do tipo de reator usado. A má distribuição de calor acaba por causar alterações nos níveis de humidade que por sua vez afetam o rendimento do processo.
Outra das grandes desvantagens é a dificuldade existente em recolher amostras durante o processo, assim como a recolha dos produtos resultantes devido à heterogeneidade do meio, o que pode levar a custos acrescidos, e ao uso de solventes tóxicos para o meio ambiente.